# Cheminon
Cheminon è un comune francese di 648 abitanti situato nel dipartimento della Marna, nella regione del Grand Est.

## Società

### Evoluzione demografica
Abitanti censiti